# اعتراف می‌کنم (فیلم)
اعتراف می‌کنم (انگلیسی: I Confess) فیلمی نوآر به کارگردانی آلفرد هیچکاک است که در سال ۱۹۵۳ منتشر شد. از بازیگران آن می‌توان به مونتگومری کلیفت، آن بکستر، کارل مالدن، برایان اهرن و دالی هاس اشاره کرد.

## داستان
اوتو کلر (او. ئی. هاسه)، مهاجری آلمانی و خادم کلیسای در کبک کانادا، یک وکیل را که هنگام دزدی خانه‌اش او را دیده است می‌کشد، اما چون برای شناخته نشدن لباس کشیشی به تن داشته، سوءظن‌ها متوجه پدر مایکل ویلیام لوگان (مونتگومری کلیفت) می‌شود.